# DeAndre Abram
DeAndre Shakur Abram (Carrollton, 1º giugno 1997) è un cestista statunitense.